# 自由貿易園區
自由貿易園區（英語：Free-trade zone）亦稱自由貿易港區或自由經濟區，經濟特區的一種，是指在主權國家或者地區的關境以外，劃出特定的區域，准許外國商品豁免關稅自由進出。實質上是採取自由港政策的關稅隔離區，狹義僅指提供區内加工出口所需原料等貨物的進口豁免關稅的地區，類似於出口加工區。廣義還包括自由港和轉口貿易區。

## 相关定义
1973年，国际海关理事会签订的《京都公约》，将自由贸易园区定义为：“指一国的部分领土，在这部分领土内运入的任何货物就进口关税及其他各税而言，被认为在关境以外，并免于实施惯常的海关监管制度。”

## 列表
| 成立时间   | 名称                         | 所属国家或地区                                          | 文献  |
| ---------- | ---------------------------- | ------------------------------------------------------- | ----- |
| 1842年     | 香港自由港                   | 英屬香港（1842－1997年） · 香港特別行政區（1997年至今） | -     |
| 1911年     | 澳門自由港                   | 葡屬澳門（1849－1999年） · 澳門特別行政區（1999年至今） | -     |
| 1948年     | 巴拿马科隆自由贸易区         | 巴拿马                                                  | -     |
| 1957年     | 马瑙斯自由贸易区             | 巴西                                                    | [ 2 ] |
| 1985年     | 阿联酋贸易自由区             | 阿联酋                                                  | [ 3 ] |
| 2003年8月  | 仁川自由經濟區               | 大韓民國                                                | -     |
| 2003年     | 遠雄自由貿易港區             | 中華民國                                                | -     |
| 2013年9月  | 中国（上海）自由贸易试验区   | 中华人民共和国                                          | [ 4 ] |
| 2015年4月  | 中国（天津）自由贸易试验区   | 中华人民共和国                                          | [ 5 ] |
| 2015年4月  | 中国（广东）自由贸易试验区   | 中华人民共和国                                          | [ 6 ] |
| 2015年4月  | 中国（福建）自由贸易试验区   | 中华人民共和国                                          | -     |
| 2017年4月  | 中国（辽宁）自由贸易试验区   | 中华人民共和国                                          | -     |
| 2017年4月  | 中国（浙江）自由贸易试验区   | 中华人民共和国                                          | -     |
| 2017年4月  | 中国（河南）自由贸易试验区   | 中华人民共和国                                          | -     |
| 2017年4月  | 中国（湖北）自由贸易试验区   | 中华人民共和国                                          | -     |
| 2017年4月  | 中国（重庆）自由贸易试验区   | 中华人民共和国                                          | -     |
| 2017年4月  | 中国（四川）自由贸易试验区   | 中华人民共和国                                          | -     |
| 2017年4月  | 中国（陕西）自由贸易试验区   | 中华人民共和国                                          | -     |
| 2018年10月 | 海南自由贸易港               | 中华人民共和国                                          | -     |
| 2019年8月  | 中国（山东）自由贸易试验区   | 中华人民共和国                                          | -     |
| 2019年8月  | 中国（江苏）自由贸易试验区   | 中华人民共和国                                          | -     |
| 2019年8月  | 中国（广西）自由贸易试验区   | 中华人民共和国                                          | -     |
| 2019年8月  | 中国（河北）自由贸易试验区   | 中华人民共和国                                          | -     |
| 2019年8月  | 中国（云南）自由贸易试验区   | 中华人民共和国                                          | -     |
| 2019年8月  | 中国（黑龙江）自由贸易试验区 | 中华人民共和国                                          | -     |
| 2020年9月  | 中国（北京）自由贸易试验区   | 中华人民共和国                                          | -     |
| 2020年9月  | 中国（湖南）自由贸易试验区   | 中华人民共和国                                          | -     |
| 2020年9月  | 中国（安徽）自由贸易试验区   | 中华人民共和国                                          | -     |
| 2023年11月 | 中国（新疆）自由贸易试验区   | 中华人民共和国                                          | -     |